# Fédération algérienne de basket-ball
 (décembre 2023).
Si vous disposez d'ouvrages ou d'articles de référence ou si vous connaissez des sites web de qualité traitant du thème abordé ici, merci de compléter l'article en donnant les références utiles à sa vérifiabilité et en les liant à la section « Notes et références ».
La Fédération algérienne de basket-ball (FABB) est une association regroupant les clubs de basket-ball d'Algérie. La fédération organise les compétitions nationales et les matchs internationaux de la sélection d'Algérie. Elle a été créée le 17 novembre 1962.
La Fédération algérienne est affiliée à la FIBA depuis 1963.
Le président actuel est Mehdi Oucif.

## Statistiques sur la Fédération
(12 janvier 2023).
Selon les statistiques en janvier 1990 parues dans le livre L'almanach du sport algérien :
- Nombre de licenciés: 
  - En 1962: 150
  - En 1988: 11 591, dont 3 000 filles.
- Nombre de ligues: 
  - En 1962: 3
  - En 1988: 24.

### Ligue régionales
La FABB regroupe quatre ligues régionales:
- Ligue régionale du centre à Alger
- Ligue régionale de l'ouest à Oran
- Ligue régionale de l'est à Constantine
- Ligue régionale du sud à Ouargla.

NB : La FABB est regroupée au sein de la FASC en décembre 1971 (recrée en janvier 1976). On compte quatre ligues régionales affiliées à la Fédération nationale de basket-ball (FABB).

## Présidents de la FABB
(janvier 2023).
- 1962-1964: Cherifi
- 1964-1968: Zani Abderrazak
- 1968-1972: Bayou Said
- 1972-1975: Amoura Ali (FASC)
- 1976-1977: Bouayad Agha
- 1977-1980: Amrouche Renie
- 1980-1982: Si Hassen Djelloul
- 1982-1986: Amoura Ali
- 1986-1988: Rezkane Abdelmadjid
- 1988-1989: Mimouni Said
- Février 1989-juin 1989: Agar Mohamed (par intérim)
- Juin 1989: Rézkane Abdelmadjid
- Juin 1992: Nasser Chiali (par intérim)
- Mars 1997: Ali Slimani
- 1998-?: Boualem Chachoua
- 2019-: Rabah Bouarifi

## Compétitions

### Compétitions masculines
- Championnat National Seniors
- Championnat National Deux
- Championnat Régional
- Championnats des Jeunes
- Coupe d'Algérie Séniors
- Coupes d'Algérie des Jeunes
- Coupe de la Fédération
- Super Coupe d'Algérie
- Chalenge du Tournoi d'Excellence

### Compétitions féminines
- Championnat National Féminin
- Championnat Régional Féminines
- Chalenge des Jeunes
- Coupe d'Algérie Séniors
- Coupes d'Algérie des Jeunes
- Coupe de la Fédération